# Jörg Emmerich
Jörg Emmerich (* 9. März 1974 in Halle (Saale)) ist ein ehemaliger deutscher Fußballspieler und heutiger -trainer.

## Spielerkarriere
Emmerich begann seine Fußballkarriere beim Halleschen FC und spielte später beim SV Merseburg 99. 1996 wechselte er in die Oberliga zum VfL Halle 96. Mit Halle 96 gewann Emmerich 1997 und 1999 den Sachsen-Anhalt-Pokal. 1999 stieg er zusätzlich zum Pokalsieg mit dem Verein in die Regionalliga Nordost auf. Durch die Reduzierung der Regionalliga von vier auf zwei Staffeln, reichte ein 14. Platz am Ende der Saison 1999/2000 jedoch nicht, um hier die Klasse zu halten.
Nach dem Abstieg entschloss Emmerich sich dazu, zum FC Rot-Weiß Erfurt zu wechseln, für die er in zwei Regionalliga-Spielzeiten (Süd) 48-mal auflief und dabei ein Tor erzielte. In beiden Jahren gewann er mit Erfurt den Thüringenpokal, konnte dort aber dennoch nie überzeugen wechselte so 2002 ablösefrei zum FC Erzgebirge Aue in die Regionalliga Nord.
Dort wurde Emmerich, der bisher stets im offensiven Mittelfeld auflief, von Trainer Gerd Schädlich zum Defensivspieler umfunktioniert und wurde auf der neuen Position sofort zum Leistungsträger. In der folgenden Aufstiegssaison 2002/03 war Emmerich mit 32 Spielen einer der konstantesten Akteure im Auer Kader. Nach dem Zweitliga-Aufstieg konnte Emmerich die Führungsrolle im Team bestätigen und wurde Kapitän der Erzgebirger. Nach seinem Vertragsende in Aue wechselte er zur Saison 2008/09 zum Chemnitzer FC, wo er 2011 seine Laufbahn in der zweiten Mannschaft beendete.

## Funktionärs- und Trainerkarriere
Emmerich fungierte bis Februar 2014 als Sportdirektor beim Chemnitzer FC. In den Spielzeiten 2015/16 und 2016/17 war er Co-Trainer bei den E-Junioren (U11) der Chemnitzer. In der Saison 2017/18 war er Co-Trainer der D2-Junioren (U12) und in der Saison 2018/19 der D1-Junioren (U13).
Zum 1. Januar 2020 kehrte Emmerich zum FC Erzgebirge Aue zurück und wurde Cheftrainer der A-Junioren (U19). Zur Saison 2023/24 rückte er in das Drittligateam auf und wurde Co-Trainer von Pavel Dotchev. Nach der Trennung von Dotchev übernahm er die Mannschaft Anfang Dezember 2024 interimsweise. Aus drei Spielen unter seiner Regie holte die Mannschaft sechs Punkte. Anschließend wurde Jens Härtel als neuer Cheftrainer verpflichtet.

## Erfolge
- Meister der Regionalliga Nord und Aufstieg in die 2. Bundesliga: 2003 (FC Erzgebirge Aue)
- Meister der Oberliga Nordost Staffel Süd und Aufstieg in die Regionalliga Nordost: 1999 (VfL Halle 1896)
- Sachsenpokalsieger: 2010 (Chemnitzer FC)
- Thüringer Landespokalsieger (2): 2001, 2002 (beide FC Rot-Weiß Erfurt)
- Sachsen-Anhalt-Pokalsieger (2): 1997, 1999 (beide VfL Halle 1896)